# Louis Lambillotte
Louis Lambillotte, né le 27 mars 1797 à Lahamaide, Hainaut (Belgique) et décédé le 27 février 1855 à Vaugirard (Seine), est un prêtre jésuite belge, maître de chapelle et compositeur musical. Il est surtout connu pour avoir découvert, et publié en 1851, ce qui est sans doute le plus ancien antiphonaire grégorien.

## Biographie
À l’âge de quinze ans Lambillotte est organiste à Charleroi et ensuite à Dinant. En 1820, il arrive au collège et petit séminaire de Saint-Acheul (près d’Amiens) comme maître de chapelle et organiste. Il entre dans la Compagnie de Jésus en 1825 et est ordonné prêtre à Amiens le 18 avril 1830. Il est ensuite directeur de chœur dans les collèges jésuites de Fribourg (Suisse), Saint-Acheul, Brugelette (Belgique) et Vaugirard où il passe les dernières années de sa vie.

## Compositeur
Lambillotte compose un grand nombre d’œuvres musicales, pas toutes de grande valeur. Elles sont produites sur commande pour des célébrations religieuses dans les collèges où il est maître de chapelle : des cantiques, motets, courts oratorios et cantates à plusieurs voix. Elles ont du succès dans les institutions d’éducation.
Mais la quantité nuit à leur qualité, d’autant plus qu’elles ne sont jamais produites que par des chœurs d’occasion et non professionnels. Ainsi, c'est la musique d'un de ses cantiques publiés en 1842 qui demeure dans l'une des hymnes religieuses les plus célèbres : les couplets de l'Ave Maria de Lourdes écrits par l'abbé vendéen Jean Gaignet en 1873.

## L’antiphonaire grégorien

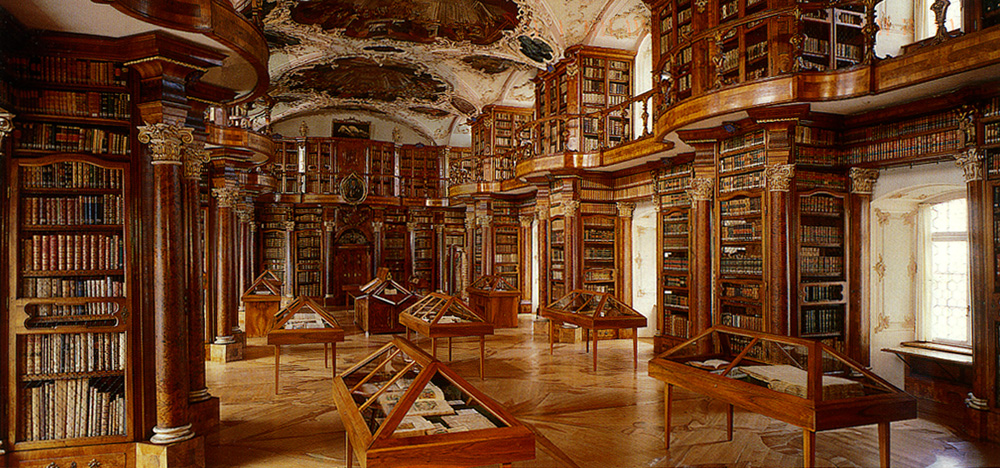
Bibliothèque de l'abbaye de Saint-Gall où Lambillotte découvre l'un des manuscrits musicaux les plus anciens et les plus purs du chant grégorien. Au XXIe siècle, la restauration de l'antiphonaire par les moines de Solesmes est effectuée à la base des manuscrits de cette bibliothèque. Donc la publication de Lambillotte reste remarquable.

Lambillotte est également musicologue. Durant les dix dernières années de sa vie il fait des recherches sur le chant grégorien dont - à l’instar de Dom Prosper Guéranger - il veut retrouver les sources authentiques.
Alors que c'est principalement dans les années 1890 que les moines de Solesmes, surtout Dom Mocquereau, cherchent les manuscrits les plus anciens dans les archives européennes, le père Lambillotte effectue ses voyages plus tôt, souvent tout seul. À cette époque-là, personne n'effectue des déplacements si fréquents, afin de comparer des manuscrits. Son témoin est un musicologue français Félix Clément. Selon ce dernier, ce prêtre visite des archives dans ces villes ou abbayes :
- en France, la Grande-Chartreuse, Murbach, abbaye de Pairis, Douai, Lille, Cambrai, Reims, Laon, Lyon, Grenoble, Nîmes, Rouen, Avignon, Montpellier ;
- en Belgique, abbaye de Parc près de Louvain, celle d'Averbode, Tournai, abbaye d'Andenne près de Namur ;
- en Angleterre, Oxford, Cambridge, Londres ;
- en Allemagne, en Suisse et en Autriche : Munich, Karlsruhe, Stuttgart, Cologne, Mayence, Trèves, abbaye de Rheinau près de Schaffhouse, celui d'Engelberg, Innsbruck, Salzbourg, monastère de Gieiz, celui de Brixen am Eisack ;
- en Italie : Monza, Milan, Pavie, Mantoue, Vérone, Venise, Padoue.

Mais surtout, ces recherches le mènent à l’abbaye bénédictine de Saint-Gall en Suisse où il découvre un très ancien cantatorium,. Le manuscrit date, de nos jours, entre 922 et 925 et il s'agit de l'un des manuscrits musicaux les plus anciens ainsi que les meilleurs. Le volume de 131 pages, avec reliure en ivoire, contient les graduels, alléluias et antiennes de toute l’année avec l’antique notation neumatique. La découverte est considérable.

« Nous, Soussignés, Directeur et Bibliothécaire de l'Abbaye de Saint-Gall, nous certifions et attestons que la Copie en FAC-SIMILÉ de l'Antiphonaire de Saint Grégoire, sub N° 359, que Monsieur Lambillotte fit exécuter par le calligraphe M. Naef, à Saint-Gall, est, d'après ce que nous avons vu, parfaitement conformé au Manuscrit, surtout en ce qui concerne les signes de la notation. »

Non sans difficulté Lambillotte en fait faire une copie exacte par un copiste professionnel. Il publie le texte à Paris en 1851, avec introduction historique et notes critiques. Le titre reste l' Antiphonaire de Saint Grégoire, car, à cette époque-là, le Saint-Siège est encore considéré comme origine de ce chant. Dans l’atmosphère de restauration liturgique qui anime alors l’Église catholique, ce travail est très apprécié. Pie IX félicite Lambillotte en mai 1852. Son édition critique permet d’avancer dans la restauration du chant grégorien, comme le cherche l’Église pour ses célébrations liturgiques.
Lambillotte continue sur sa lancée et prépare une édition complète des livres de chant liturgique grégorien. Il termine le travail mais n’en voit pas la publication, car il meurt subitement à Vaugirard le 27 février 1855. Le Graduel et le Vespéral paraissent en 1855-1856 sous la direction du collaborateur de Lambillotte, le père Dufour, qui publie également l'Esthétique, un ouvrage de 418 pages qui est une étude complète faite par Lambillotte sur la théorie et la pratique du chant grégorien.

## Œuvres principales

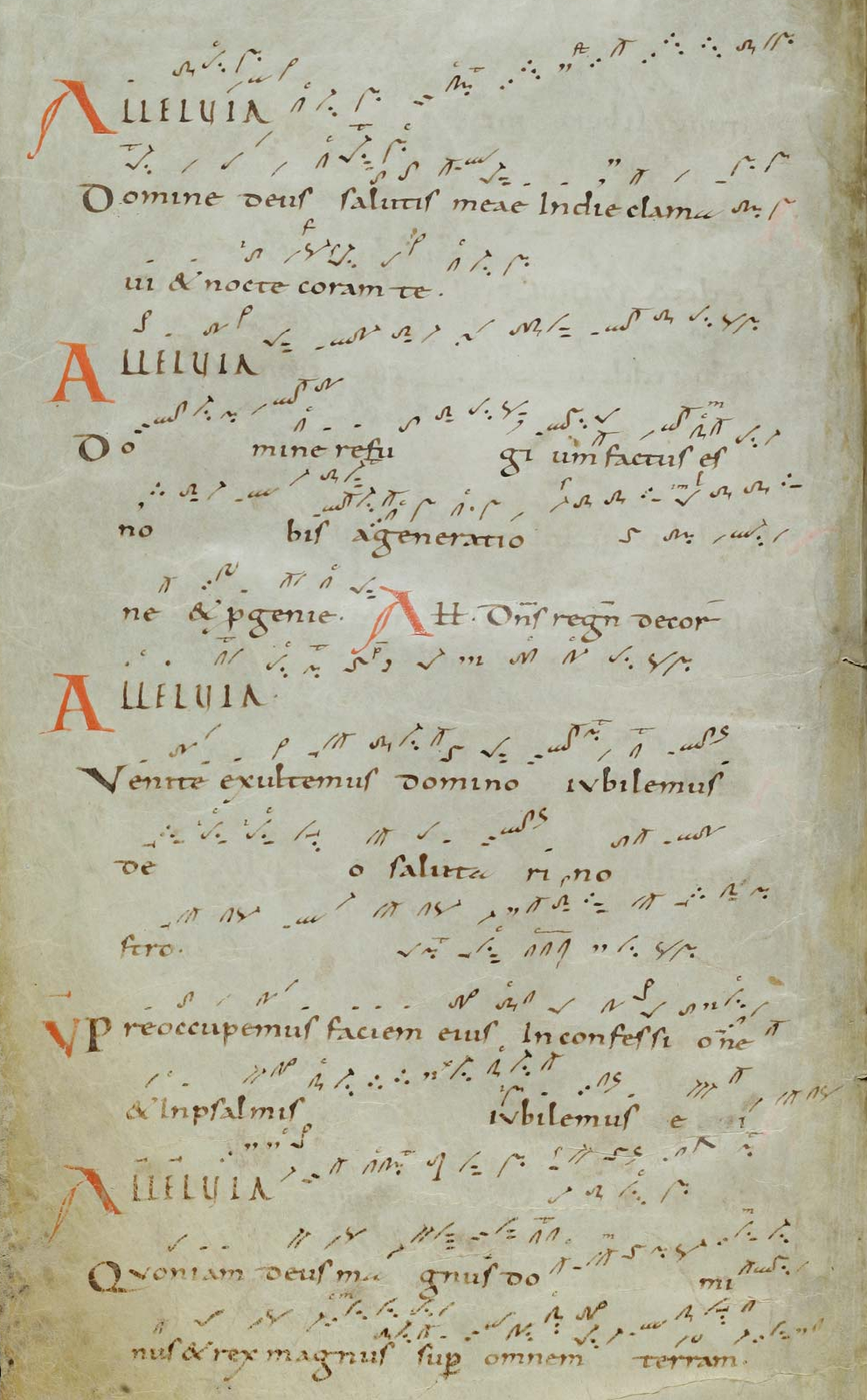
Une page du cantatorium de Saint-Gall que Lambillotte fit copier en 1849. Il publia ses fac-similés en 1851 afin d'améliorer les qualité et authenticité de la musique liturgique.

- Chants à Marie (4 vol.), Paris 1841-1868.
- Choix de cantiques sur des airs nouveaux, Paris 1842.
- Oratorio pour le jour de Pâques; oratorio pour le jour de la Pentecôte, Paris 1846.
- Recueil de chants sacrés, Paris 1851.
- Antiphonaire de Saint Grégoire, fac-similé du manuscrit de Saint-Gall, Poussielgue-Rusand, Paris 1851 (fac-similé)
- (posthume) Musique religieuse, Paris 1857.
- (posthume) Graduale romanum, Paris 1857.